# 웨스턴 디비전 (NBA)
웨스턴 디비전(영어: Western Division)은 NBA(영어: National Basketball Association)와 그 전신인 BAA(영어: Basketball Association of America)의 한 디비전이었다. 디비전은 리그가 창설된 1946~1947 BAA 시즌이 시작될 때 만들어졌고, 1949년 8월 3일 BAA가 NBL(영어: National Basketball League)와 합병하여 NBA를 창설하면서 디비전 중 하나로 유지되었다. NBA가 14개 팀에서 17개 팀으로 확장되고 각각 2개의 디비전으로 동부 콘퍼런스(영어: Eastern Conference)와 서부 콘퍼런스(영어: Western Conference)로 재편된 1970~1971 시즌까지 존재했다.

## 역대 디비전 소속되었던 팀
| 웨스턴 디비전             | 웨스턴 디비전                                   | 웨스턴 디비전                | 웨스턴 디비전                               | 웨스턴 디비전     | 웨스턴 디비전                                          |
| 구단명                    | 연고지                                          | 참가년도                     | 경기장                                      | 수용인원          | 비고                                                   |
| ------------------------- | ----------------------------------------------- | ---------------------------- | ------------------------------------------- | ----------------- | ------------------------------------------------------ |
| 앤더슨 패커스             | 인디애나주 앤더슨                               | 1949년~1950년                | 앤더슨 하이 스쿨 위그웜                     | 8,996명           | 빈칸                                                   |
| 트라이시티스 블랙호크스   | 일리노이주 멀린                                 | 1949년~1951년                | 와튼 필드하우스                             | 7,250명           | 애틀랜타 호크스의 전신임                               |
| 밀워키 호크스             | 위스콘신주 밀워키                               | 1951년~1955년                | 밀워키 아레나                               | 10,783명          | 애틀랜타 호크스의 전신임                               |
| 세인트루이스 호크스       | 미주리주 세인트루이스                           | 1955년~1968년                | 키엘 오디토리움 세인트루이스 아레나         | 9,300명 20,000명  | 애틀랜타 호크스의 전신임                               |
| 애틀랜타 호크스           | 조지아주 애틀랜타                               | 1968년~1970년                | 알렉산더 메모리얼 콜리시엄                  | 9,191명           | 현 사우스이스트 디비전 소속                            |
| 볼티모어 불리츠           | 메릴랜드주 볼티모어                             | 1947년~1948년                | 볼티모어 콜리시엄                           | 4,500명           | 워싱턴 위저즈의 전신이 아님                            |
| 시카고 패커스             | 일리노이주 시카고                               | 1961년~1962년                | 인터내셔널 엠피시어터                       | 9,000명           | 워싱턴 위저즈의 전신임                                 |
| 시카고 제퍼스             | 일리노이주 시카고                               | 1962년~1963년                | 시카고 콜리시엄                             | 7,000명           | 워싱턴 위저즈의 전신임                                 |
| 볼티모어 불리츠           | 메릴랜드주 볼티모어                             | 1963년~1966년                | 볼티모어 시빅 센터                          | 11,271명          | 워싱턴 위저즈의 전신임                                 |
| 시카고 불스               | 일리노이주 시카고                               | 1966년~1970년                | 인터내셔널 엠피시어터                       | 9,000명           | 현 센트럴 디비전 소속                                  |
| 시카고 스태그스           | 일리노이주 시카고                               | 1946년~1949년                | 시카고 스타디움                             | 18,676명          | 빈칸                                                   |
| 로체스터 로열스           | 뉴욕주 로체스터                                 | 1948년~1949년 1950년~1957년  | 에드거톤 파크 아레나 로체스터 워 메모리얼   | 4,200명 12,428명  | 새크라멘토 킹스의 전신임                               |
| 신시내티 로열스           | 오하이오주 신시내티                             | 1957년~1962년                | 신시내티 가든                               | 11,000명          | 새크라멘토 킹스의 전신임                               |
| 클리블랜드 레벌스         | 오하이오주 클리블랜드                           | 1946년~1947년                | 클리블랜드 아레나                           | 10,000명          | 빈칸                                                   |
| 덴버 너기츠               | 콜로라도주 덴버                                 | 1949년~1950년                | 덴버 오디토리움 아레나                      | 12,000명          | 빈칸                                                   |
| 디트로이트 팰컨스         | 미시간주 디트로이트                             | 1946년~1947년                | 디트로이트 올림피아                         | 15,000명          | 빈칸                                                   |
| 포트웨인 피스턴스         | 인디애나주 포트웨인                             | 1948년~1949년 1950년~1957년  | 앨런 카운티 워 메모리얼 콜리시엄            | 10,000명          | 디트로이트 피스턴스의 전신임                           |
| 디트로이트 피스턴스       | 미시간주 디트로이트                             | 1957년~1967년                | 디트로이트 올림피아 메모리얼 빌딩           | 15,000명 7,917명  | 현 센트럴 디비전 소속                                  |
| 인디애나폴리스 제츠       | 인디애나주 인디애나폴리스                       | 1948년~1949년                | 버틀러 필드 하우스                          | 15,000명          | 빈칸                                                   |
| 인디애나폴리스 올림피언스 | 인디애나주 인디애나폴리스                       | 1949년~1953년                | 버틀러 필드 하우스                          | 15,000명          | 빈칸                                                   |
| 미니애폴리스 레이커스     | 미네소타주 미니애폴리스                         | 1948년 ~1949년 1950년~1960년 | 미니애폴리스 오디토리움 미니애폴리스 아머리 | 10,000명          | 로스앤젤레스 레이커스의 전신임                         |
| 로스앤젤레스 레이커스     | 캘리포니아주 로스앤젤레스 캘리포니아주 잉글우드 | 1960년~1970년                | 로스앤젤레스 메모리얼 스포츠 아레나 더 포럼 | 16,161명 17,505명 | 현 퍼시픽 디비전 소속                                  |
| 피닉스 선스               | 애리조나주 피닉스                               | 1968년~1970년                | 애리조나 베터런스 메모리얼 콜리시엄         | 14,870명          | 현 퍼시픽 디비전 소속                                  |
| 피츠버그 아이언맨         | 펜실베이니아주 피츠버그                         | 1946년~1947년                | 드퀘인 가든                                 | 6,500명           | 빈칸                                                   |
| 샌디에고 로키츠           | 캘리포니아주 샌디에고                           | 1967년~1970년                | 샌디에고 스포츠 아레나                      | 14,500명          | 휴스턴 로키츠의 전신임                                 |
| 샌프란시스코 워리어스     | 캘리포니아주 샌프란시스코                       | 1962년~1970년                | 카우 팰리스 샌프란시스코 시빅 오디토리엄    | 12,953명 7,000명  | 골든스테이트 워리어스의 전신임                         |
| 시애틀 슈퍼소닉스         | 워싱턴주 시애틀                                 | 1967년~1970년                | 시애틀 센터 콜리시엄                        | 17,072명          | 빈칸                                                   |
| 시보이건 레드스킨스       | 위스콘신주 시보이건                             | 1949년~1950년                | 시보이건 뮤니시펄 오디토리움 앤 아머리      | 3,160명           | 빈칸                                                   |
| 세인트루이스 보머스       | 미주리주 세인트루이스                           | 1946년~1949년                | 세인트루이스 아레나                         | 20,000명          | 빈칸                                                   |
| 워싱턴 캐피털스           | 워싱턴 D.C.                                     | 1947년~1948년                | 울린 아레나                                 | 7,000명           | 1946년~1947년, 1948년~1951년 이스턴 디비전 소속이였다. |
| 워털루 호크스             | 아이오와주 워털루                               | 1948년~1950년                | 매켈로이 오디토리움                         | 5,155명           | 빈칸                                                   |

## 역대 디비전 라인업
| 연도          | 팀 | 참가팀 수 |
| ------------- | --- | --------- |
| 1946년~1947년 | 시카고 스태그스 · 세인트루이스 보머스 · 클리블랜드 레벌스 · 디트로이트 팰컨스 · 피츠버그 아이언맨                                 | 5팀       |
| 1947년~1948년 | 세인트루이스 보머스 · 볼티모어 불리츠 · 시카고 스태그스 · 워싱턴 캐피털스                                                         | 4팀       |
| 1948년~1949년 | 로체스터 로열스 · 미니애폴리스 레이커스 · 세인트루이스 보머스 · 시카고 스태그스 · 포트웨인 피스턴스 · 인디애나폴리스 제츠         | 5팀       |
| 1949년~1950년 | 인디애나폴리스 올림피언스 · 앤더슨 패커스 · 트라이시티스 블랙호크스 · 시보이건 레드스킨스 · 워털루 호크스 · 덴버 너기츠           | 6팀       |
| 1950년~1951년 | 미니애폴리스 레이커스 · 로체스터 로열스 · 포트웨인 피스턴스 · 인디애나폴리스 올림피언스 · 트라이시티스 블랙호크스                 | 5팀       |
| 1951년~1953년 | 로체스터 로열스 · 미니애폴리스 레이커스 · 인디애나폴리스 올림피언스 · 포트웨인 피스턴스 · 밀워키 호크스                           | 5팀       |
| 1953년~1955년 | 미니애폴리스 레이커스 · 로체스터 로열스 · 포트웨인 피스턴스 · 밀워키 호크스                                                       | 4팀       |
| 1955년~1957년 | 포트웨인 피스턴스 · 미니애폴리스 레이커스 · 세인트루이스 호크스 · 로체스터 로열스                                                 | 4팀       |
| 1957년~1960년 | 세인트루이스 호크스 · 디트로이트 피스턴스 · 신시내티 로열스 · 미니애폴리스 레이커스                                               | 4팀       |
| 1960년~1961년 | 세인트루이스 호크스 · 로스앤젤레스 레이커스 · 디트로이트 피스턴스 · 신시내티 로열스                                               | 4팀       |
| 1961년~1962년 | 로스앤젤레스 레이커스 · 신시내티 로열스 · 디트로이트 피스턴스 · 세인트루이스 호크스 · 시카고 제퍼스                               | 5팀       |
| 1962년~1963년 | 로스앤젤레스 레이커스 · 세인트루이스 호크스 · 디트로이트 피스턴스 · 샌프란시스코 워리어스 · 시카고 제퍼스                         | 5팀       |
| 1963년~1966년 | 샌프란시스코 워리어스 · 세인트루이스 호크스 · 로스앤젤레스 레이커스 · 볼티모어 불리츠 · 디트로이트 피스턴스                       | 5팀       |
| 1966년~1967년 | 샌프란시스코 워리어스 · 세인트루이스 호크스 · 로스앤젤레스 레이커스 · 시카고 불스 · 디트로이트 피스턴스                           | 5팀       |
| 1967년~1968년 | 세인트루이스 호크스 · 로스앤젤레스 레이커스 · 샌프란시스코 워리어스 · 시카고 불스 · 시애틀 슈퍼소닉스 · 샌디에고 로키츠           | 6팀       |
| 1968년~1970년 | 로스앤젤레스 레이커스 · 애틀랜타 호크스 · 샌프란시스코 워리어스 · 샌디에고 로키츠 · 시카고 불스 · 시애틀 슈퍼소닉스 · 피닉스 선스 | 7팀       |

<참고사항>
- 1946년 시카고 스태그스, 세인트루이스 보머스, 클리블랜드 레벌스, 디트로이트 팰컨스, 피츠버그 아이언맨이 창립 멤버로 구성되었다.
- 1947년 클리블랜드 레벌스, 디트로이트 팰컨스, 피츠버그 아이언맨은 해체되었고, 워싱턴 캐피털스는 이스턴 디비전에서, 볼티모어 불리츠는 ABL에서 합류했다.
- 1948년 워싱턴 캐피털스는 이스턴 디비전에 다시 합류하기 위해 떠났고, 볼티모어 불리츠는 이스턴 디비전에 합류하기 위해 떠났으며, 포트웨인 피스턴스, 인디애나폴리스 제츠, 미니애폴리스 레이커스, 로체스터 로열스는 NBL에서 합류했다.
- 1949년 인디애나폴리스 제츠는 해체되었고, 시카고 스태그스, 포트웨인 피스턴스, 미니애폴리스 레이커스, 로체스터 로열스, 세인트루이스 보머스는 센트럴 디비전에 합류하기 위해 떠났다. 신생팀인 인디애나폴리스 올림피언스가 디비전에 합류했고, 앤더슨 패커스, 덴버 너기츠, 시보이건 레드스킨스, 트라이시티스 블랙호크스, 워털루 호크스가 NBL에서 합병했다.
- 1950년 덴버 너기츠는 해체되었고, 앤더슨 패커스, 시보이건 레드스킨스, 워털루 호크스는 NPBL에 합류하기 위해 떠났다. 포트웨인 피스턴스, 미니애폴리스 레이커스, 로체스터 로열스가 다시 디비전에 합류했다.
- 1951년 트라이시티스 블랙호크스가 연고지를 일리노이주 멀린에서 위스콘신주 밀워키로 이전하면서 팀명을 밀워키 호크스가 되었으면, 홈경기장도 와튼 필드하우스에서 밀워키 아레나로 변경되었다.
- 1953년 인디애나폴리스 올림피언스 해체되었다.
- 1955년 밀워키 호크스가 연고지를 위스콘신주 밀워키에서 미주리주 세인트루이스로 이전하면서 팀명을 세인트루이스 호크스가 되었으면, 홈경기장도 밀워키 아레나에서 키엘 오디토리움로 변경되었다.
- 1957년 포트웨인 피스턴스는가 연고지를 인디애나주 포트웨인에서 미시간주 디트로이트로 이전하면서 팀명을 디트로이트 피스턴스가 되었으면, 홈경기장도 앨런 카운티 워 메모리얼 콜리시엄에서 디트로이트 올림피아로 변경되었고, 로체스터 로열스가 연고지를 뉴욕주 로체스터에서 오하이오주 신시내티로 이전하면서 팀명을 신시내티 로열스가 되었으면, 홈경기장도 로체스터 워 메모리얼에서 신시내티 가든로 변경되었다.
- 1960년 미니애폴리스 레이커스가 연고지를 미네소타주 미니애폴리스에서 캘리포니아주 로스앤젤레스로 이전하면서 팀명을 로스앤젤레스 레이커스가 되었으면, 홈경기장도 미니애폴리스 아머리에서 로스앤젤레스 메모리얼 스포츠 아레나로 변경되었다.
- 1961년 신생팀인 시카고 패커스가 디비전에 합류했다.
- 1962년 시카고 패커스는 시카고 제퍼스로 팀명이 바뀌었고, 신시내티 로열스는 필라델피아 워리어스가 캘리포니아주 샌프란시스코 (샌프란시스코 워리어스)로 이전하고 디비전에 합류했기 때문에 이스턴 디비전으로 옮겨졌다.
- 1963년 시카고 제퍼스가 연고지를 일리노이주 시카고에서  메릴랜드주 볼티모어로 이전하면서 팀명을 볼티모어 불리츠가 되었으면, 홈경기장도 시카고 콜리시엄에서 볼티모어 시빅 센터로 변경되었다.
- 1966년 신생팀인 시카고 불스가 디비전에 합류했고, 볼티모어 불리츠는 이스턴 디비전에 합류하기 위해 떠났다.
- 1967년 신생팀인 샌디에고 로키츠와 시애틀 슈퍼소닉스 가 디비전에 합류했고, 디트로이트 피스턴스는 이스턴 디비전에 합류하기 위해 떠났다.
- 1968년 신생팀인 피닉스 선스가 디비전에 합류했고, 세인트루이스 호크스가 연고지를 미주리주 세인트루이스에서 조지아주 애틀랜타로 이전하면서 팀명을 애틀랜타 호크스가 되었으면, 홈경기장도 키엘 오디토리움에서 알렉산더 메모리얼 콜리시엄로 변경되었다.
- 1970년 서부 콘퍼런스로 재편되면서 애틀랜타 호크스는 센트럴 디비전에, 시카고 불스, 피닉스 선스는 미드웨스트 디비전에, 로스앤젤레스 레이커스, 샌디에고 로키츠, 샌프란시스코 워리어스, 시애틀 슈퍼소닉스는 퍼시픽 디비전에 합류했다.

## 역대 디비전 챔피언
| 시즌      | 우승팀                    | 시즌 성적      |
| --------- | ------------------------- | -------------- |
| 1946~1947 | 시카고 스태그스           | 39승 22패 .639 |
| 1947~1948 | 세인트루이스 보머스       | 29승 19패 .604 |
| 1948~1949 | 로체스터 로열스           | 45승15패 .750  |
| 1949~1950 | 인디애나폴리스 올림피언스 | 39승 25패 .609 |
| 1950~1951 | 미니애폴리스 레이커스     | 44승 24패 .647 |
| 1951~1952 | 로체스터 로열스           | 41승 25패 .621 |
| 1952~1953 | 미니애폴리스 레이커스     | 48승 22패 .686 |
| 1953~1954 | 미니애폴리스 레이커스     | 46승 26패 .639 |
| 1954~1955 | 포트웨인 피스턴스         | 43승 29패 .597 |
| 1955~1956 | 포트웨인 피스턴스         | 37승 35패 .514 |
| 1956~1957 | 세인트루이스 호크스       | 34승 38패 .472 |
| 1957~1958 | 세인트루이스 호크스       | 41승 31패 .569 |
| 1958~1959 | 세인트루이스 호크스       | 49승 23패 .681 |
| 1959~1960 | 세인트루이스 호크스       | 46승 29패 .613 |
| 1960~1961 | 세인트루이스 호크스       | 51승 28패 .646 |
| 1961~1962 | 로스앤젤레스 레이커스     | 54승 26패 .675 |
| 1962~1963 | 로스앤젤레스 레이커스     | 53승 27패 .663 |
| 1963~1964 | 샌프란시스코 워리어스     | 48승 32패 .600 |
| 1964~1965 | 로스앤젤레스 레이커스     | 49승 35패 .613 |
| 1965~1966 | 로스앤젤레스 레이커스     | 45승 35패 .563 |
| 1966~1967 | 샌프란시스코 워리어스     | 44승 37패 .543 |
| 1967~1968 | 세인트루이스 호크스       | 56승 26패 .683 |
| 1968~1969 | 로스앤젤레스 레이커스     | 55승 27패 .671 |
| 1969~1970 | 애틀랜타 호크스           | 48승 34패 .585 |

### NBA 파이널 우승
| 시즌      | 팀                    | 시즌 성적      |
| --------- | --------------------- | -------------- |
| 1947~1948 | 볼티모어 불리츠       | 28승 20패 .583 |
| 1948~1949 | 미니애폴리스 레이커스 | 44승 16패 .733 |
| 1950~1951 | 로체스터 로열스       | 41승 27패 .603 |
| 1951~1952 | 미니애폴리스 레이커스 | 40승 26패 .606 |
| 1952~1953 | 미니애폴리스 레이커스 | 48승 22패 .686 |
| 1953~1954 | 미니애폴리스 레이커스 | 46승 26패 .639 |
| 1957~1958 | 세인트루이스 호크스   | 41승 31패 .569 |

## 역대 팀별 디비전 우승한 연도
| 팀                                                        | 최근 우승한 연도 |
| --------------------------------------------------------- | ---------------- |
| 앤더슨 패커스                                             | 빈칸             |
| 애틀랜타 호크스                                           | 1970년           |
| 볼티모어 불리츠                                           | 빈칸             |
| 볼티모어 불리츠                                           | 빈칸             |
| 시카고 패커스/시카고 제퍼스                               | 빈칸             |
| 시카고 스태그스                                           | 1947년           |
| 신시내티 로열스                                           | 빈칸             |
| 클리블랜드 레벌스                                         | 빈칸             |
| 덴버 너기츠                                               | 빈칸             |
| 디트로이트 피스턴스                                       | 빈칸             |
| 디트로이트 팰컨스                                         | 빈칸             |
| 포트웨인 피스턴스                                         | 1956년           |
| 인디애나폴리스 제츠                                       | 빈칸             |
| 인디애나폴리스 올림피언스                                 | 1950년           |
| 로스앤젤레스 레이커스                                     | 1969년           |
| 미니애폴리스 레이커스                                     | 빈칸             |
| 로체스터 로열스                                           | 1952년           |
| 샌프란시스코 워리어스                                     | 1967년           |
| 세인트루이스 보머스                                       | 1948년           |
| 시애틀 슈퍼소닉스                                         | 빈칸             |
| 트라이시티스 블랙호크스/밀워키 호크스/세인트루이스 호크스 | 빈칸             |
| 워싱턴 캐피털스                                           | 빈칸             |
| 워털루 호크스                                             | 빈칸             |

### 디비전 우승 횟수
| 횟수 | 팀                                                                |
| ---- | ----------------------------------------------------------------- |
| 8회  | 로스앤젤레스 레이커스                                             |
| 7회  | 애틀랜타 호크스                                                   |
| 2회  | 로체스터 로열스 · 포트웨인 피스턴스 · 샌프란시스코 워리어스       |
| 1회  | 시카고 스태그스 · 세인트루이스 보머스 · 인디애나폴리스 올림피언스 |

## 같이 보기
- 애틀랜틱 디비전
- 센트럴 디비전
- 사우스이스트 디비전
- 노스웨스트 디비전
- 퍼시픽 디비전
- 사우스웨스트 디비전
- 미드웨스트 디비전